# ویور
رودخانه ویور (به انگلیسی: Viaur) رودخانه‌ای است که در فرانسه جریان دارد.